# Handelsbolag
Handelsbolag (kan förkortas HB) drivs av två eller fler delägare (bolagsmän). Bolagsmännen kan vara fysiska eller juridiska personer. I ett handelsbolag är bolagsmännen personligen ansvariga för företagets avtal och skulder. Ett kommanditbolag är en särskild form av handelsbolag. I ett kommanditbolag ska det finnas minst en bolagsman med ett begränsat ansvar (kommanditdelägare) och minst en med ett obegränsat ansvar (komplementär).
Ägarna i ett handelsbolag kallas bolagsmän, och de är personligt solidariskt ansvariga för företagets skuld. Detta betyder att om bolaget inte kan betala sina skulder så har fordringsägarna rätt att kräva in skulden av vilken som helst av bolagsmännen, som måste betala från egen ficka. Denne kan i sin tur kräva att de andra bolagsmännen ska betala sin del av skulden. 
Verksamhetsansvarig är den person som är högst ansvarig för ett handelsbolag eller en enskild firma. 

## Bolagsavtal
Ett bolagsavtal om att bilda ett handelsbolag bör vara skriftligt och innehålla att bolagsmännen avser att tillsammans bedriva näringsverksamhet. Om inte annat avtalats gäller 2 kap. Lag (1980:1102) om handelsbolag och enkla bolag. Bolagsavtalet är inte en offentlig handling och ska inte skickas till Bolagsverket. 
Avtalet bör reglera:
- bolagets namn (firma)
- bolagets verksamhet
- avtalad insats
- eventuell ränta på avtalad insats
- vem eller vilka som ska sköta det administrativa arbetet
- vem eller vilka som äger rätt att teckna bolagets firma

Ett handelsbolag ska registreras på Bolagsverket, vilket kan ske på företagarsajten Verksamt.se eller med hjälp av blanketten Nyregistrering – handelsbolag, nr 901.

## Beskattning och årsredovisning
Beskattning av bolagets resultat görs i bolagsmännens privata deklarationer utifrån bolagsavtalet och baserat på en justerad anskaffningsuppgift (JAU). Bolagsmännen beskattas även för värdeminskningsavdrag och vinst vid försäljning av aktier.
Bolaget ska betala:
- fastighetsskatt för sina egna fastigheter
- särskild löneskatt på pensionskostnader för anställda
- avkastningsskatt på pensionskostnader
- mervärdesskatt (moms)

Om bolaget har fler än tio anställda ska det upprätta en offentlig årsredovisning.

## Övrigt
I namnet på ett handelsbolag måste ordet "handelsbolag" ingå - förkortningen "HB" är inte tillåten. När handelsbolaget representeras med namnet i handlingar som till exempel fakturor så måste företagsnamnet anges med tillägget "handelsbolag" eller med förkortningen "HB".
I Finland kallas bolagsformen öppet bolag (fi. avoin yhtiö).